# Eva-Maria Riml
Eva-Maria Riml (* 9. Dezember 2002 in Innsbruck) ist eine österreichische Tennisspielerin.

## Karriere
Riml spielt vor allem auf der ITF Juniors World Tennis Tour und der ITF Women’s World Tennis Tour, wo sie aber noch keinen Titel erringen konnte.
2018 erreichte sie bei der Österreichische Hallen Meisterschaften U16 in Seefeld das Viertelfinale.
2019 in Schwaz wurde Eva-Maria Riml Tiroler Tennismeisterin bei den Damen. Im selben Jahr gewann sie mit ihrer Partnerin Tijana Zlatanovic den Doppeltitel bei den ÖTV-Hallenmeisterschaften, wo sie das Finale mit 1:6, 7:6 und [10:7] gewannen. Sei gewann auch den Staatsmeistertitel bei den U18 und den Damen im Doppel.
Eva-Maria Riml spielt für den TC Telfs in der 1. Bundesliga der Damen in Österreich.